# Msida
Msida (maltesiska L-Imsida) är en stad och kommun på Malta, belägen precis väster om huvudstaden Valletta. 
Msidas centrum ligger där en dal möter havet. Ovanför dalen, i en del av staden kallad Tal-Qroqq, ligger Maltas universitet grundat 1769 och med drygt 11 000 studenter. Stadens centrum nere i dalen är ganska tungt trafikerat med buss- och biltrafik mellan Valletta, Sliema och Birkirkara, samt Maltas huvudsjukhus Mater Dei, vilket är beläget i kommunens västra utkant.